# 봉일천중학교
봉일천중학교(奉日川中學校)는 대한민국 경기도 파주시 조리읍 봉일천리에 있는 공립 중학교이다.

## 학교 연혁
- 1984년 1월 16일 : 봉일천중학교 설립 인가 (9학급)
- 1984년 3월 1일 : 봉일천중학교 개교
- 1984년 3월 1일 : 초대 이석규 교장 취임
- 1984년 3월 5일 : 3학급(193명) 입학
- 1987년 2월 13일 : 제1회 졸업 (190명)
- 1997년 9월 1일 : 5개 교실 증축, 4층 완공
- 2003년 9월 18일 : 인선도서관 개관
- 2005년 12월 28일 : 인선도서관 확장 및 리모델링
- 2009년 5월 28일 : 인선체육관 개관
- 2024년 1월 5일 : 제38회 졸업 254명(총 10,359명)
- 2024년 3월 1일 : 제18대 전영란 교장 취임
- 2024년 3월 4일 : 신입생 입학 237명

## 참고 자료
- 봉일천중학교 - 한국교육학술정보원 학교알리미